# Premio Paolo Borciani
Il Premio Paolo Borciani è un concorso internazionale per quartetti d'archi, istituito nel 1987 a Reggio Emilia, e dedicato al violinista Paolo Borciani, fondatore e primo violino del Quartetto Italiano.
Promotore e organizzatore del concorso è la fondazione I Teatri, fondatore fu il pianista Guido Alberto Borciani, fratello di Paolo Borciani. Il concorso è parte della World Federation of International Music Competition dal 1991 ed è considerato tra i premi più importanti del mondo nel suo ambito: i sei vincitori hanno cominciato la propria carriera proprio con il premio Paolo Borciani, ottenendo la possibilità di esibirsi in tour mondiali di circa 50 concerti (Europa, Stati Uniti e Giappone) e divenendo delle star del settore. Il concorso si rivolge infatti esclusivamente a giovani artisti: i partecipanti devono avere non più di 35 anni e l'età complessiva dei quattro componenti del quartetto non deve superare i 128 anni.
La giuria di esperti, specificamente selezionata per ogni edizione, include musicisti,  musicologi, critici musicali e organizzatori musicali di fama mondiale. Nonostante il concorso sia incentrato sulla musica classica, ad ogni edizione il programma include una composizione di musica contemporanea per quartetti d'archi, selezionata su commissione da un diverso noto compositore: Marco Stroppa (1994), Luciano Berio (1997), Salvatore Sciarrino (2000), Wolfgang Rihm (2002), Peter Maxwell Davies (2005), Giovanni Sollima (2008), Giya Kancheli (2011), Thomas Adès (2014), Silvia Colasanti (2017), Toshio Hosokawa (2020-21).

## Vincitori delle edizioni
Il concorso si è tenuto per 12 edizioni, solo 6 delle quali hanno visto l'assegnazione del primo premio:
| Anno | 1º premio            | 2º premio                                                                       | 3º premio                                                                       | Premi speciali |
| ---- | -------------------- | ------------------------------------------------------------------------------- | ------------------------------------------------------------------------------- | --- |
| 1987 | Non assegnato        | Quartetto Carmina                                                               | Non assegnato                                                                   | - Premio Speciale Violino Elisa Pegreffi: 2° violino del Quartetto Shanghai - Premio Giuria della Stampa: Quartetto Sine Nomine - Menzione speciale per l’esecuzione del Quartetto n.3 di Béla Bartók: Quartetto Shanghai - Menzione speciale per l’esecuzione del Quartetto in Fa di Maurice Ravel: Quartetto Carmina |
| 1990 | Quartetto Keller     | Quartetto Lark                                                                  | ex aequo: - Quartetto Danubius - Quartetto Subaru                               | Premio ProQuartet: Quartetto Keller |
| 1994 | Non assegnato        | Quartetto Mandelring                                                            | Non assegnato                                                                   | - Premio Speciale per la migliore esecuzione del Quartetto commissionato a Marco Stroppa: Quartetto Mandelring - Menzione speciale: Quartetto Oriente e Quartetto Elisa |
| 1997 | Quartetto Artemis    | Non assegnato                                                                   | ex aequo: - Quartetto Auer - Quartetto Lotus                                    | Premio Speciale per la migliore esecuzione del Quartetto commissionato a Luciano Berio: Quartetto Lotus |
| 2000 | Non assegnato        | Quartetto Excelsior                                                             | Quartetto Casals                                                                | Premio Speciale per la migliore esecuzione del Quartetto commissionato a Salvatore Sciarrino: Quartetto Excelsior |
| 2002 | Quartetto Kuss       | Quartetto Pacifica                                                              | Quartetto Auer                                                                  | Premio Speciale per la migliore esecuzione del Quartetto commissionato a Wolfgang Rihm ex aequo: - Quartetto Kuss - Quartetto Pacifica |
| 2005 | Quartetto Pavel Haas | Quartetto Tankstream                                                            | Quartetto Chiara                                                                | - Premio Speciale Irene Steels-Wilsing: Quartetto Biava - Premio Speciale per la migliore esecuzione del Quartetto commissionato a Peter Maxwell Davies: Quartetto Pavel Haas - Menzione speciale per l’esecuzione del Quartetto n.3 di Al'fred Garrievič Šnitke: Quartetto Tankstream - Menzione speciale per l’esecuzione del Quartetto di Peter Maxwell Davies: Quartetto Faust |
| 2008 | Quartetto Bennewitz  | Quartetto Doric                                                                 | ex aqeuo: - Quartetto Ardeo - Quartetto Signum                                  | - Premio Speciale Irene Steels-Wilsing: / Quartetto Amaryllis - Premio Speciale per la migliore esecuzione del Quartetto commissionato a Giovanni Sollima: Quartetto Quiroga - Violino Nicola Amati: Quartetto Quiroga - Premio Jeunesses Musicales Deutschland: Quartetto Vinca - Premio d’Amicizia reggiana: Quartetto Bennewitz, Quartetto Kazakh State, Quartetto Minetti, Quartetto Quiroga - Premio Fondazione Antonio Stradivari: Quartetto Galatea, Quartetto Collegium - Menzione speciale per l’esecuzione del Quartetto op.74 n.3 di Franz Joseph Haydn: Quartetto Ardeo - Menzione speciale per l’esecuzione del Quartetto op.76 n.1 di Franz Joseph Haydn: Quartetto Doric |
| 2011 | Non assegnato        | Premio finalisti: - / Quartetto Amaryllis - Quartetto Meccorre - Quartetto Voce | Premio finalisti: - / Quartetto Amaryllis - Quartetto Meccorre - Quartetto Voce | - Premio Speciale ex aequo per la migliore esecuzione del Quartetto commissionato a Giya Kancheli: - Quartetto Meccorre - Quartetto Cavaleri - Premio del pubblico: Quartetto Voce - Premio Jeunesses Musicales Deutschland: / Quartetto Schumann - Premio ProQuartet: / Quartetto Linden |
| 2014 | Quartetto Kelemen    | Quartetto Mucha                                                                 | Quartetto Varèse                                                                | - Premio Speciale per la miglior esecuzione del brano contemporaneo commissionato a Thomas Adès: Quartetto Varèse - Premio del Pubblico: Quartetto Mucha - Premio Jeunesses Musicales Deutschland: Quartetto Indaco |
| 2017 | Non assegnato        | / Quartetto Omer                                                                | Quartetto Adorno                                                                | - Premio Speciale per la miglior esecuzione del brano contemporaneo commissionato a Silvia Colasanti: Quartetto Adorno - Premio del Pubblico: Quartetto Adorno - Premio Jeunesses Musicales Deutschland: / Quartetto Hanson |
| 2021 | Non assegnato        | ex aequo: - Quartetto Balourdet - Quartetto Leonkoro                            | / Quartetto Adelphi                                                             | - Premio Speciale per la miglior esecuzione del brano contemporaneo commissionato a Toshio Hosokawa: Quartetto Arete - Premio del Pubblico: Quartetto Leonkoro - Premio Jeunesses Musicales Deutschland: Quartetto Arete - Premio Under 20: / Quartetto Adelphi |